# Ржаной (ручей)
Ржаной — ручей в России, протекает по территории Шокшинского вепсского сельского поселения Прионежского района Республики Карелии и Вознесенского городского поселения Подпорожского района Ленинградской области. Длина ручья — 26 км.
Ручей берёт начало из Ржаного озера на высоте 73 м над уровнем моря< и далее течёт преимущественно в юго-восточном направлении по заболоченной местности.
Ручей в общей сложности имеет пять малых притоков суммарной длиной 7,0 км.
Имеет крупный левый приток — Яшручей.
Впадает на высоте ниже 37,5 м над уровнем моря в реку Муромлю, впадающую в Верхнесвирское водохранилище, через которое протекает река Свирь.
Населённые пункты на ручье отсутствуют.
Код объекта в государственном водном реестре — 01040100712202000012322.